# Henri Fauconnier
Henri Fauconnier (ur. 26 lutego 1879 w Barbezieux, zm. 14 kwietnia 1973 w Paryżu) – francuski pisarz.
Na początku XX wieku opuścił Charente. Uczył się w Anglii. W marcu 1905 r. dzięki pomocy swojego przyjaciela, Francka Postha, wyjechał wraz z Jeanem Audoinem na Borneo. W latach 1905–1925 przebywał na Malajach, gdzie zajmował się m.in. plantacją kauczuka. Opisał to w powieści Malaisie (Malajska przygoda, tłum. Robert Stiller, 1986). Książka zdobyła Nagrodę Goncourtów w 1930 r.. W 1925 r. wyjechał do Tunezji i osiadł w Radis.